# Córdoba (vino)
Córdoba es una indicación geográfica utilizada para designar los vinos originarios de la zona vitícola andaluza de la Provincia de Córdoba, España, que se ajusten a unos requisitos establecidos.
Son vinos elaborados con las variedades tintas: Pinot Noir, Syrah, Cabernet Sauvignon, Tempranillo, Merlot y Tintilla de Rota.
Esta indicación geográfica fue reglamentada en 2004

## Tipos de vino
- Rosados.
- Tintos jóvenes.
- Tintos con envejecimiento.

## Bodegas
- S.C.A. San Acacio
- Navisa Industrial Vinícola Española SA.
- Pérez Barquero SA.
- Alvear SA.
- Bodegas Jesús de Nazareno SCA.
- Bodegas Lama SL.
- Bodega El Pujio.